# Otus umbra
Otus umbra (лат.) — вид птиц рода совок семейства совиных. Подвидов не выделяют.

## Описание
Длину представителей данного составляет от 16 до 18 см, масса — от 90 до 100 г. Оперение темно-красновато-коричневое. Глаза желтые, клюв серый.

## Образ жизни
Населяет прибрежные леса, поляны и гвоздичные плантации. Крик представляет собой пуук-пуук-пупуук.

## Ареал
Вид является эндемиком острова Симёулуэ.